# Czerwona Hirka (obwód kijowski)
Czerwona Hirka (ukr. Червона Гірка) – wieś na Ukrainie, w obwodzie kijowskim, w rejonie buczańskim. 
Według spisu powszechnego z 2001 roku wieś liczyła 122 mieszkańców. W 2021 liczyła 92 osoby (szacunek).